# John Lee Hancock
John Lee Hancock, Jr. (Longview, Texas, 15 de dezembro de 1956) é um roteirista, diretor e produtor estadunidense, especialmente conhecido por dirigir os dramas esportivos The Rookie (br: Desafio do Destino) e The Blind Side (br: Um Sonho Possível), e a cinebiografia de Ray Kroc, The Founder (br: Fome de Poder).

## Filmografia
| Ano  | Título                                  | Diretor | Produtor | Roteirista |
| ---- | --------------------------------------- | ------- | -------- | ---------- |
| 1991 | Hard Time Romance                       | sim     | sim      | não        |
| 1993 | A Perfect World                         | não     | sim      | não        |
| 1997 | Midnight in the Garden of Good and Evil | não     | sim      | não        |
| 2000 | My Dog Skip                             | não     | não      | sim        |
| 2002 | The Rookie                              | sim     | não      | não        |
| 2004 | The Alamo                               | sim     | sim      | não        |
| 2009 | The Blind Side                          | sim     | sim      | não        |
| 2012 | Snow White and the Huntsman             | não     | sim      | não        |
| 2013 | The Goree Girls                         |         |          |            |
| 2013 | Saving Mr. Banks                        | sim     | não      | não        |
| 2019 | The Founder                             | sim     | não      | não        |
| 2016 | The Highwaymen                          | sim     | não      | sim        |
| 2021 | Chaos Walking                           | não     | sim      | não        |
| 2022 | Mr. Harrigan's Phone                    | sim     | sim      | não        |